# Mimogonia baloghi
Mimogonia baloghi – gatunek chrząszcza z rodziny kusakowatych i podrodziny Osoriinae.

## Taksonomia
Gatunek opisany został w 2013 roku przez Urlicha Irmlera i nazwany na cześć Janosa Balogha, który odłowił okazy typowe. Holotypem jest samiec, a paratypami 4 samice.

## Opis
Ciało długości 2,3 mm, czarne z przodem głowy, przedpleczem i pokrywami jasnobrązowymi do żółtych, tylnym brzegiem pokryw przyciemnionym, a odnóżami i czułkami żółtymi. Oczy nieco tylko wyłupiaste. Mikrorzeźba głowy słabo siateczkowata. Drugi człon czułków owalny, tak długi jak stożkowaty trzeci, czwarty mały, a przedostatni dwukrotnie szerszy niż długi. Przedplecze w wierzchołkowych ⅔ o bokach mniej lub bardziej równoległych, a w tylnej ⅓ głęboko obrzeżonych. Szczecinki na nim żółtawe, skierowane ku środkowi tylnej krawędzi, a jego mikrorzeźba słabo siateczkowata. Pokrywy pokryte owłosieniem skierowanym ku środkowi tylnej krawędzi, głębiej niż głowa i przedplecze mikosiateczkowane, przez co matowe. Golenie środkowych odnóży samców bez obrzeżenia po stronie wewnętrznej, za to z rzędem kolców na zewnętrznej, wierzchołkowej krawędzi. Edeagus z haczykowatym wierzchołkiem. Endophallus spiralny u nasady, a bardziej blaszkowaty u wierzchołka.

## Występowanie
Gatunek znany wyłącznie Puerto Presidente Stroessner w Paragwaju.